# Jacques Mangers
Jacques Mangers (Stolzemburg, 18 marzo 1889 – Oslo, 7 gennaio 1972) è stato un vescovo cattolico lussemburghese.

## Biografia
Jacques Mangers nacque a Stolzemburg, una frazione di Putscheid, il 18 marzo 1889.

### Formazione e ministero sacerdotale
Entrò nella Società di Maria e studiò nel seminario di Differt. Studiò poi filosofia all'Institut catholique di Parigi e teologia al Pontificio istituto internazionale Angelicum di Roma. Nel 1918 si laureò in filosofia e nel 1920 conseguì il dottorato in teologia.
Il 3 aprile 1920 fu ordinato presbitero a Roma. Nel 1925 fu inviato in Norvegia e divenne vicario parrocchiale della parrocchia di San Paolo a Bergen. Uno dei suoi compiti era quello di prepararsi per la creazione di una nuova chiesa ad Haugesund. Il 1º gennaio del 1926 si trasferì e divenne il primo parroco della chiesa di San Giuseppe a Haugesund. Nel 1931 venne nominato parroco di Stavanger.

### Ministero episcopale
Il 12 luglio 1932 papa Pio XI lo nominò vicario apostolico di Norvegia e vescovo titolare di Selja. Ricevette l'ordinazione episcopale il 24 agosto successivo nella cattedrale di Notre-Dame a Lussemburgo dal vescovo di Lussemburgo Pierre Nommesch, co-consacranti il vescovo coadiutore di Namur Paul Justin Cawet e il vescovo ausiliare di Treviri Anton Mönch.
Il 29 giugno 1953 papa Pio XII elevò il vicariato apostolico in diocesi e lo nominò suo primo vescovo.
Partecipò al Concilio Vaticano II.
Il 25 novembre 1964 papa Paolo VI accettò la sua rinuncia al governo pastorale della diocesi per raggiunti limiti di età e lo nominò vescovo titolare di Afufenia.
Morì a Oslo il 7 gennaio 1972 all'età di 82 anni.

## Genealogia episcopale e successione apostolica
La genealogia episcopale è:
- Cardinale Scipione Rebiba
- Cardinale Giulio Antonio Santori
- Cardinale Girolamo Bernerio, O.P.
- Arcivescovo Galeazzo Sanvitale
- Cardinale Ludovico Ludovisi
- Cardinale Luigi Caetani
- Cardinale Ulderico Carpegna
- Cardinale Paluzzo Paluzzi Altieri degli Albertoni
- Papa Benedetto XIII
- Papa Benedetto XIV
- Papa Clemente XIII
- Cardinale Marcantonio Colonna
- Cardinale Giacinto Sigismondo Gerdil, B.
- Cardinale Giulio Maria della Somaglia
- Cardinale Carlo Odescalchi, S.I.
- Cardinale Costantino Patrizi Naro
- Cardinale Lucido Maria Parocchi
- Papa Pio X
- Papa Benedetto XV
- Arcivescovo Sebastiano Nicotra
- Vescovo Pierre Nommesch
- Vescovo Jacques Mangers, S.M.

La successione apostolica è:
- Vescovo Johann Rüth, SS.CC. (1953)
- Vescovo Johann Wember, M.S.F. (1955)
- Vescovo John Willem Nicolaysen Gran, O.C.S.O. (1963)